# Afghan Mobile Mini Children's Circus
L'Afghan Mobile Mini Children's Circus (Petit circ infantil mòbil afganès) és un grup itinerant d'entreteniment educatiu a l'Afganistan. MMCC accepta nens de 5 a 17 anys per aprendre malabars, monociclisme, acrobàcies, cant, comèdia, teatre i trucs de màgia. El seu objectiu és tornar a fer riure als nens del país devastat per la guerra. L'organització sense ànim de lucre es va crear el 2002 per treballar amb nens orfes i traumatitzats. Després de dècades de guerra, pretenia desbloquejar la creativitat i l'esperit de diversió dels nens afganesos aportant eines per a la narració de contes, la representació i l'expressió pública als nens de tot l'Afganistan. Els membres del circ fan tres dies de tallers sobre habilitats circenses com ara titelles, caminar sobre xanques i malabars. Amb l'ajuda d'entrenadors de circ i un grup d'artistes infantils viatgers, la majoria orfes, els nens afganesos creen un espectacle per a la comunitat durant els dos primers dies i després el representen el tercer dia. Durant l'estiu del 2006, un grup de 13 nens artistes MMCC van visitar Japó per actuar i fer amistat a través de les fronteres.